# Lista de filmes portugueses de 1999
Lista de filmes portugueses de longa-metragem estreados em Portugal em 1999, nas salas de cinema.
Notas: Na secção coprodução, passando o cursor sobre a bandeira aparecerá o nome do país correspondente.
| #  | Filme                     | Realização                | Género                 | Estreia         | Coprodução                    |
| -- | ------------------------- | ------------------------- | ---------------------- | --------------- | ----------------------------- |
| 1  | Amor & Cia                | Helvécio Ratton           | Drama, comédia         | 7 de maio       | Brasil                        |
| 2  | O Anjo da Guarda          | Margarida Gil             | Drama                  | 28 de maio      | —                             |
| 3  | Bocage, o Triunfo do Amor | Djalma Limongi Batista    | Drama, biografia       | 5 de novembro   | Brasil                        |
| 4  | As Bodas de Deus          | João César Monteiro       | Comédia                | 5 de novembro   | França                        |
| 5  | A Carta                   | Manoel de Oliveira        | Drama                  | 24 de setembro  | Espanha · França              |
| 6  | Fintar o Destino          | Fernando Vendrell         | Drama                  | 8 de janeiro    | Cabo Verde                    |
| 7  | Em Fuga                   | Bruno de Almeida          | Comédia, policial      | 29 de janeiro   | Estados Unidos · França       |
| 8  | Glória                    | Manuela Viegas            | Drama                  | 10 de dezembro  | Espanha · França              |
| 9  | Ilhéu de Contenda         | Leão Lopes                | Drama                  | 9 de julho      | Bélgica · Cabo Verde · França |
| 10 | Inferno                   | Joaquim Leitão            | Drama, ação            | 23 de dezembro  | —                             |
| 11 | Jaime                     | António-Pedro Vasconcelos | Drama                  | 11 de abril     | Brasil · Luxemburgo           |
| 12 | O Judeu                   | Jom Tob Azulay            | Drama                  | 8 de janeiro    | Brasil                        |
| 13 | Longe da Vista            | João Mário Grilo          | Drama                  | 2 de abril      | França                        |
| 14 | O Rio do Ouro             | Paulo Rocha               | Drama                  | 19 de fevereiro | Brasil · França               |
| 15 | A Sombra dos Abutres      | Leonel Vieira             | Drama                  | 23 de abril     | —                             |
| 16 | O Tédio                   | Cédric Kahn               | Drama, romance         | 5 de fevereiro  | França                        |
| 17 | O Tempo Reencontrado      | Raúl Ruiz                 | Drama, romance, guerra | 8 de outubro    | França · Itália               |